# DIN 105
Die DIN-Norm DIN 105 regelt Bezeichnung, Festigkeitsklasse, Rohdichte, Format und Lochung von Ziegeln. Die Europäische Norm EN 771 ist ihr Nachfolgedokument.

## Teile der Normenreihe DIN 105
Mit Stand: 2021-12 sind folgende Normteile der DIN 105 gültig:
- Teil 4: Keramikklinker[1]
- Teil 4: Keramikklinker; Änderung A1[2]
- Teil 5: Leichtlanglochziegel und Leichtlangloch-Ziegelplatten[3]
- Teil 6: Planziegel[4]
- Teil 41: Konformitätsnachweis für Keramikklinker nach DIN 105-4[5]

Folgende Teile der DIN 105 wurden zurückgezogen:
- Teil 1: Vollziegel und Hochlochziegel[6]
- Teil 2: Wärmedämmziegel, Hochlochziegel und Füllziegel der Rohdichteklassen ≤ 1,0[7]
- Teil 3: Hochfeste Ziegel und hochfeste Klinker[8]
- Teil 100: Mauerziegel mit besonderen Eigenschaften[9]

## Teile der Normenreihe EN 771
Mit Stand: 2021-12 sind folgende Normteile der DIN EN 771 gültig:
- Teil 1: Mauerziegel; Deutsche Fassung EN 771-1:2011+A1:2015[10]
- Teil 2: Kalksandsteine; Deutsche Fassung EN 771-2:2011+A1:2015[11]
- Teil 3: Mauersteine aus Beton (mit dichten und porigen Zuschlägen); Deutsche Fassung EN 771-3:2011+A1:2015[12]
- Teil 4: Porenbetonsteine; Deutsche Fassung EN 771-4:2011+A1:2015[13]
- Teil 5: Betonwerksteine; Deutsche Fassung EN 771-5:2011+A1:2015[14]
- Teil 6: Natursteine; Deutsche Fassung EN 771-6:2011+A1:2015[15]

## Zuordnung der Steinart
| DIN 105 | Steinart                      | Kurzzeichen | Festigkeitsklasse (N/mm²) | Rohdichteklasse (kg/dm³) | Vorzugsformate     |
| ------- | ----------------------------- | ----------- | ------------------------- | ------------------------ | ------------------ |
| Teil 1  | Vollziegel                    | Mz          | 4 – 28                    | 1,2 – 2, 2               | DF, NF, 2 DF       |
| Teil 1  | Vormauerziegel                | VMz         | 4 – 28                    | 1,2 – 2, 2               | DF, NF, 2 DF       |
| Teil 1  | Vollklinker                   | KMz         | 4 – 28                    | 1,2 – 2, 2               | DF, NF, 2 DF       |
| Teil 1  | Hochlochziegel                | HLz         | 4 – 28                    | 1,2 – 1,8                | NF – 20 DF         |
| Teil 2  | Vormauerhochlochziegel        | VHLz        | 6 – 28                    | 1,2 – 1,8                | DF, NF, 2DF, 3 DF  |
| Teil 2  | Hochlochklinker               | KHLz        | 28                        | 1,9                      | DF, NF, 2DF, 3 DF  |
| Teil 2  | Leichthochlochziegel          | HLz         | 4 – 20                    | 0,6 – 1,0                | NF – 20 DF         |
| Teil 2  | Leichthochlochziegel W        | HLzW        | 4 – 20                    | 0,6 – 1,0                | NF – 20 DF         |
| Teil 3  | Vollziegel                    | Mz          | 36 – 60                   | 1,2 – 2,2                | DF, NF, 2 DF, 3 DF |
| Teil 3  | Vormauerziegel                | VMz         | 36 – 60                   | 1,2 – 2,2                | DF, NF, 2 DF, 3 DF |
| Teil 3  | Vollklinker                   | KMz         | 36 – 60                   | 1,2 – 2,2                | DF, NF, 2 DF, 3 DF |
| Teil 3  | Hochlochziegel                | HLz         | 36 – 60                   | 1,2 – 2,2                | DF, NF, 2 DF, 3 DF |
| Teil 4  | Vollklinker                   | KK          | 60                        | 1,4 – 2,2                | DF, NF, 2 DF       |
| Teil 4  | Keramik – Hochlochklinker     | KHK         | 60                        | 1,4 – 2,2                | DF, NF, 2 DF       |
| Teil 5  | Leichtlanglochziegel          | LLz         | 2 – 12                    | 0,5 – 1,0                | NF – 20 DF         |
| Teil 5  | Leichtlangloch – Ziegelplatte | LLp         | 2 – 12                    | 0,5 – 1,0                | 40 s – 115 s       |